# Jun Chen
Jun Chen (Estados Unidos) es una astrónoma estadounidense, de origen chino y descubridora de planetas menores.
Obtuvo su licenciatura en la Universidad de Pekín en 1990, y se doctoró en la Universidad de Hawái en 1997. Trabajando junto a David Jewitt, Jane Luu y otros astrónomos, ha co-descubierto varios objetos del cinturón de Kuiper. El Centro de Planetas Menores le atribuye el co-descubrimiento de 10 planetas menores durante 1994–1997.
Actualmente trabaja como desarrolladora de software en la industria privada.
| mpl-(15807) 1994 GV-9              | 15 de abril de 1994  | MPC with David C. Jewitt                           |
| mpl-(15820) 1994 TB                | 2 de octubre de 1994 | MPC with David C. Jewitt                           |
| mpl-(15874) 1996 TL-66             | 9 de octubre de 1996 | MPC with David C. Jewitt, Chad Trujillo y Jane Luu |
| mpl-(15883) 1997 CR-29             | 3 de febrero de 1997 | MPC with David C. Jewitt, Chad Trujillo            |
| mpl-(20108) 1995 QZ-9              | 29 de agosto de 1995 | MPC with David C. Jewitt                           |
| mpl-(20161) 1996 TR-66             | 8 de octubre de 1996 | MPC with David C. Jewitt, Chad Trujillo y Jane Luu |
| mp-(32929) 1995 QY-9               | 31 de agosto de 1995 | MPC with David C. Jewitt                           |
| mpl-(33001) 1997 CU-29             | 6 de febrero de 1997 | MPC with David C. Jewitt, Chad Trujillo y Jane Luu |
| (79360) 1997 CS29-79360 Sila-Nunam | 3 de febrero de 1997 | MPC with David C. Jewitt, Chad Trujillo y Jane Luu |
| mpl-(118228) 1996 TQ-66            | 8 de octubre de 1996 | MPC with David C. Jewitt, Chad Trujillo y Jane Luu |